# Subprovinční město
Subprovinční město (čínsky v českém přepisu fu-šeng-ťi-čcheng-š’, pchin-jinem fùshěngjíchéngshì, znaky zjednodušené 副省级城市, tradiční 副省級城市) je typ správní jednotky v Čínské lidové republice. Tyto celky, významná města s venkovským zázemím, jsou podřízeny svým provinciím, ale současně jsou řízeny nezávisle na nich v oblasti hospodářství a práva. Stojí tedy nad úrovní prefektur, ale níže, než provincie. Starosta subprovinčního města má postavení rovné viceguvernérovi provincie.
O zřízení prvního subprovinčního města bylo rozhodnuto 25. února 1994.

## Seznam měst
- Čchang-čchun (Ťi-lin)
- Čcheng-tu (S’-čchuan)
- Čching-tao (Šan-tung)
- Chang-čou (Če-ťiang)
- Charbin (Chej-lung-ťiang)
- Kanton (Kuang-tung)
- Nanking (Ťiang-su)
- Ning-po (Če-ťiang)
- Si-an (Šen-si)
- Sia-men (Fu-ťien)
- Šen-čen (Kuang-tung)
- Šen-jang (Liao-ning)
- Ta-lien (Liao-ning)
- Ťi-nan (Šan-tung)
- Wu-chan (Chu-pej)